# Leo Mansell
Leo Mansell (né le 4 janvier 1985 sur l'Île de Man) est un pilote automobile britannique. Il est le fils du champion du monde de Formule 1 Nigel Mansell. Son frère cadet, Greg, dispute les mêmes championnats que lui.

## Biographie
Leo a commencé la compétition en 2000, en karting. Ce n'est qu'en 2006, alors qu'il est déjà âgé de 21 ans, qu'il passe au sport automobile, en intégrant en même temps que son frère Greg les rangs du championnat du Royaume-Uni de Formule BMW. Auteur d'une saison très moyenne puisqu'à l'inverse de son frère il ne parvient pas à inscrire le moindre point, il accède tout de même en fin d'année au championnat de Grande-Bretagne de Formule 3, qu'il dispute dans son intégralité en 2007 au sein de l'écurie Fortec Motorsport. À nouveau, Leo se révèle peu performant (17e du championnat avec 2 points).
En compagnie de son frère, il participe en 2008 au championnat de Champ Car Atlantic (l'antichambre du Champ Car) au sein de l'écurie Walker Racing, finissant 19e du championnat.

## Résultats aux 24 Heures du Mans
| Année | Voiture             | Équipe                       | Équipiers                    | Résultat |
| ----- | ------------------- | ---------------------------- | ---------------------------- | -------- |
| 2009  | Ferrari F430 GTC    | Modena Team                  | Pierre Ehret / Roman Rusinov | 27e      |
| 2010  | Ginetta-Zytek GZ09S | Beechdean Mansell Motorsport | Greg Mansell / Nigel Mansell | Abandon  |